# Карцов бук
Карцовият бук е историческо вековно дърво на възраст над 200 години, което се намира в едноименната местност в района на туристическия комплекс Беклемето.
Наречен е на името на командира на Ловешко-Севлиевски отряд генерал-лейтенант Павел Карцов. Отрядът преминава Стара планина през Троянския проход при температура -27 о по време на Руско-турската освободителна война (1877 – 1878).
Според легенда казашки конник от отряда оставя на него следа от своята сабя. Всяка година на Националния празник на България 3 март хора от Троянско се събират пред Карцовия бук, за да почетат освободителите на българския народ от Османско иго.
Според вярващи това дърво е чудотворно, зарежда с позитивна енерги и лекува болести.
През октомври 2009 г. дървото е санирано, като по този начин животът му е удължен с 20 до 30 години.